# Habitatge al carrer Major, 49 (Sant Boi de Llobregat)
L'Habitatge al carrer Major, 49 és una obra del municipi de Sant Boi de Llobregat (Baix Llobregat) inclosa en l'Inventari del Patrimoni Arquitectònic de Catalunya.

## Descripció
Es tracta d'una casa modernista, entre mitgeres, de planta baixa i un pis, construïda en maó i amb una façana profusament decorada en tots els elements de l'arquitectura modernista.
A la planta baixa hi havia inicialment un forn de pa, el cartell del qual encara és visible damunt de la porta d'arc de mig punt, emmarcat sota el balcó, ja que la capa de pintura blava amb què es va recobrir tota aquesta part de la façana està parcialment despresa. El primer pis, té un balcó amb laminat de ferro essent la porta del mateix l'única obertura al carrer Major d'aquesta planta. El mur està estucat imitant carreus i hi ha uns esgrafiats representant espigues, amb al·lusió al forn de pa. La façana està coronada per uns voladissos de maó vist sota un ràfec de teula àrab. Separant les dues plantes hi ha una línia de rajoletes de ceràmica.
En conjunt està en mal estat, més palès encara per la capa de pintura que es va donar a la planta baixa quan va canviar d'utilització i que s'ha perdut en part.

## Història
A les darreries del segle xix, la vila va iniciar un procés de dinamització i creixement, beneficiat i propiciat per la construcció del canal dret del Llobregat. Ja es preparava l'Eixample del 1875. Es van donar en pocs anys només al carrer Major més de tretze sol·licituds de reforma, enderrocament i construcció d'habitatges. Aquell ritme continuaria encara fins ben entrat el primer quart de segle xx. Aquesta casa és una de les que testimonien l'impuls d'aquelles dècades.
Posteriorment fou seu d'una agrupació sardanista i d'un esplai.